# Kauppenbrücke
Die Kauppenbrücke ist eine 488 m lange Brücke der Autobahn 3.
Das Bauwerk liegt zwischen den Autobahnanschlüssen Bessenbach und Weibersbrunn. Es überspannt bei Waldaschaff in einer Höhe von maximal 52 m mit sieben Feldern eine Talmulde am Fuße des Kauppenberges. Im Rahmen des sechsstreifigen Ausbaus der Autobahn zwischen Aschaffenburg und Würzburg wurde die Brücke von 2009 bis 2011 errichtet und ersetzte eine nordwestlich liegende Brücke aus dem Jahr 1959.

## Brücke von 1959

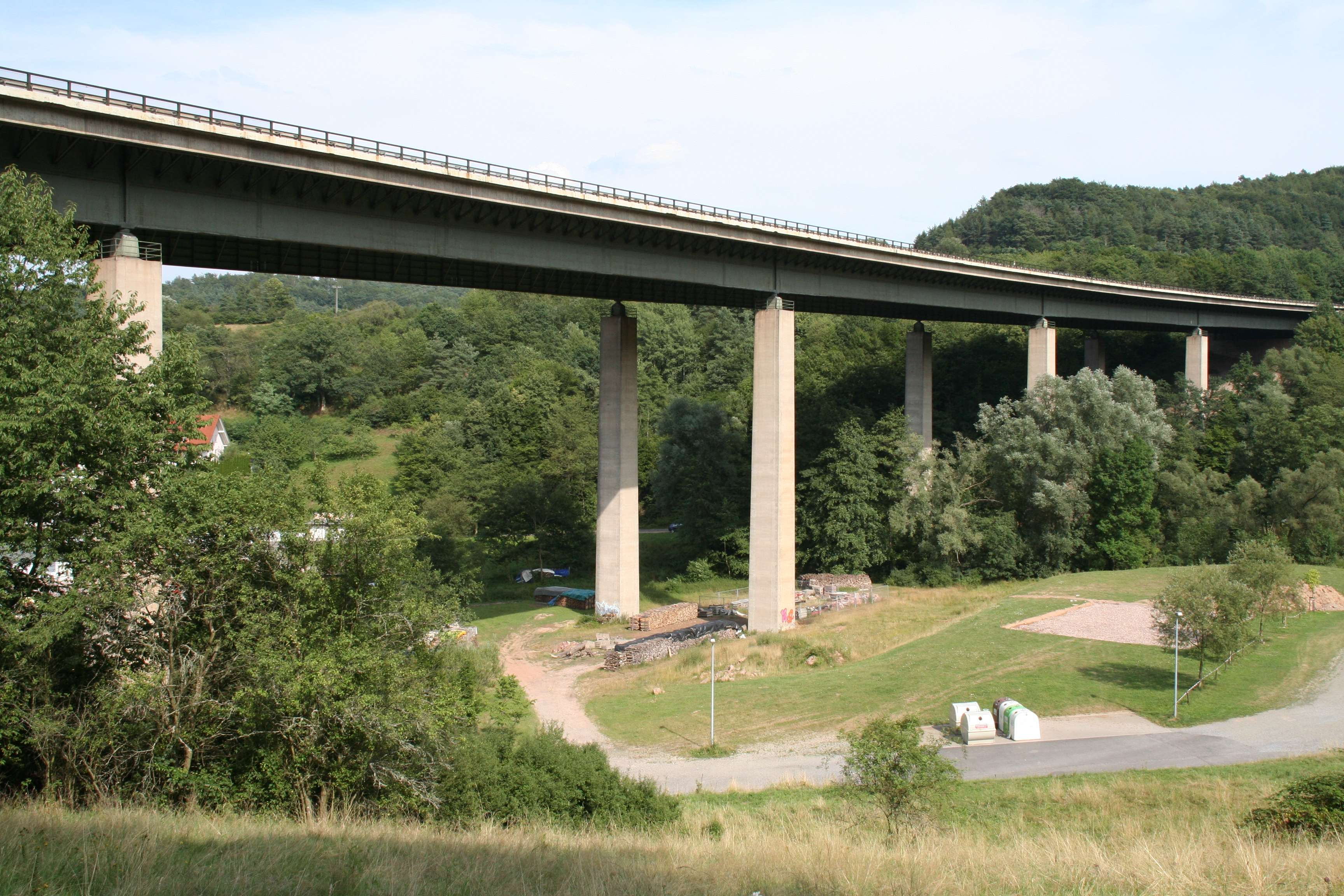
Kauppenbrücke von 1959

Die Autobahn hatte auf der alten Trasse im Verlauf der Brücke im Grundriss eine Klothoide mit einem Krümmungshalbmesser sich von 2400 m auf 730 m verringernd. (Lage: 49° 58′ 8″ N, 9° 18′ 8″ O) Im Aufriss war eine Wannenausrundung vorhanden, die Längsneigung wechselte von 2,8 % auf 4 %, bei einer Querneigung von 3 %. Gebaut wurde die Überführung mit einem Überbau für die beiden zweistreifigen Richtungsfahrbahnen zwischen den Jahren 1958 und 1959. Die Baukosten betrugen 8,5 Millionen DM. Der Abbruch der alten Kauppenbrücke erfolgte 2013. Die Auftragssumme betrug rund 3 Millionen Euro. Zwei Pfeiler blieben stehen und werden als Klettertürme genutzt.

### Gründung und Unterbauten
Die Widerlager und Pfeiler sind auf dem anstehenden Gneis flachgegründet, wobei die 6×2 Stahlbetonpfeiler eine maximale Höhe von 40 m besitzen und in Querrichtung einen Achsabstand von 20 m aufweisen. Die Pfeiler haben einen Hohlquerschnitt mit den Mindestabmessungen 3,6 m × 3,4 m am Pfeilerkopf und einem beidseitigen Anzug von 1:100.

### Überbau
Der Überbau der Stahlverbundbrücke bestand in Längsrichtung aus zwei Vollwandträgern im Abstand von 20,0 m mit 4,5 m Höhe und in Querrichtung alle 2,0 m aus Fachwerkträgern 1,9 m hoch. Die geschweißte Stahlkonstruktion war schubfest mit der Fahrbahnplatte verbunden. Diese Stahlbetonplatte war im Regelfall 18 cm dick und in Längs- sowie Querrichtung vorgespannt. Festpunkt der Durchlaufträgerbrücke war das nördliche Widerlager. 
Die Stützweiten betrugen für das sechsfeldrige Bauwerk 60,0 m in den beiden Randfeldern, 65,0 m in den ersten beiden  Innenfeldern sowie 70,0 m in den beiden mittleren Feldern.

### Ausführung
Die Brücke wurde im Freivorbau mit Hilfspfeilern hergestellt, die aus Betonrohren bestanden und später gesprengt wurden.

## Brücke von 2011
Im Rahmen der Neutrassierung der Autobahn, die aus Lärmschutzgründen von der Ortschaft Waldaschaff um etwa 300 m in südöstlicher Richtung wegrückt, wurde die alte Kauppenbrücke in der Zeit von 2009 bis 2011 durch ein neues 24 Millionen Euro teures Bauwerk ersetzt.

### Überbau
Die neue 488 m lange, 36,6 m breite und bis zu 52 m hohe und siebenfeldrige Brücke ist eine Spannbetonbalkenbrücke mit zwei Überbauten und einer Konstruktionshöhe von 5,30 m. Die Stützweiten betragen 51,5 m in den beiden Randfeldern, 65,0 m in den ersten beiden Innenfeldern sowie 80,0 m in den beiden folgenden Feldern. Das mittlere Feld ist mit 95,0 m am weitesten gespannt.
Die bis zu 47 m hohen Pfeiler sind mit einem I-förmigen Massivquerschnitt ausgebildet.

### Ausführung
Die Herstellung der Brücke erfolgte im Taktschiebeverfahren. Dabei wurden zur Reduzierung der Stützweiten drei Stahlbeton-Hilfspfeiler errichtet, die nach der Herstellung des ersten Überbaus zur Montage des zweiten Überbaus seitlich verschoben und zum Schluss gesprengt wurden. Zum Verschub über die größte Stützweite von 65 m war ein stählerner Vorbauschnabel, verlängert durch ein Spannbetonsegment, im Einsatz.